# Лопес де Санта-Анна, Антонио
Анто́нио де Па́дуа Мари́я Севери́но Ло́пес де Са́нта-А́нна-и-Пе́рес де Лебро́н (исп. Antonio de Padua María Severino López de Santa Anna y Pérez de Lebrón; 21 февраля 1794, Халапа — 21 июня 1876, Мехико), известный как просто «Санта-Анна» и «Наполеон Запада» — мексиканский военный, государственный и политический деятель, генерал. Способствовал превращению Мексиканской империи в республику. В общей сложности 11 раз занимал пост президента Мексики за 22 года. Во время его правления Мексика оказалась вовлечена в войну за независимость Техаса, части тогдашней Мексики (1835—1836; в итоге Санта-Анна попал в плен к повстанцам), и американо-мексиканскую войну (1846—1848). В результате обеих войн Мексика потеряла бо́льшую часть своей территории (часть Калифорнии и Техас). В 1855 году Санта-Анна был окончательно свергнут с поста президента. Остаток жизни он провёл в изгнании, занимался среди прочего торговлей камедью.

## Ранние годы
Санта-Анна родился 21 февраля 1794 года в городе Халапа, штат Веракрус, Новая Испания, в уважаемой испанской колониальной семье. Его родители: Антонио Лопес де Санта-Анна и Мануэла Перес де Леброн были креолами и происходили из среднего класса. Их состояния хватило, чтобы послать своего сына в школу. Его отец, юрист по образованию, был суб-делегатом в королевской армии на один срок от испанской провинции Веракрус (Новая Испания). Его дядя по отцовской линии, Анхель Лопес де Санта-Анна, был государственным служащим (escribano) и очень расстроился, когда городской совет Веракруса запретил ему переехать в Мехико, чтобы продвинуться по карьерной лестнице. С конца XVIII века реформы испанской короны Бурбонов отдавала предпочтение испанцам, родившимся на Пиренейском полуострове, а не тем, кто родился в Америке. На семье молодого Санта-Анны сказалось растущее недовольство креолов, которым было отказано в продвижении по службе. В июле 1810 года молодой Санта-Анна был отправлен в пехотный полк Фихо-де-Вера-Крус под командование Хоакина де Арредондо. Мать Санта-Анны одобрила выбор сына в пользу военной карьеры и поддержала его желание вступить в испанскую армию, а не стать владельцем магазина, как того хотел его отец. Благодаря дружеским отношениям матери с интендантом (губернатором) Веракруса Санта-Анна получил назначение в армию, несмотря на то, что был несовершеннолетним. В 16 лет он стал кадетом. Следующие несколько лет Санта-Анна провёл сражаясь с бунтовщиками и контролируя индейские племена, населявшие внутренние провинции Мексики. Как и большинство креольских офицеров, служивших в королевской армии, он остался лояльным к Испании и несколько лет сражался против повстанцев в ходе мексиканской войны за независимость.

## Военная карьера
Присоединившись к испанской колониальной армии в 1810 г. (В этом же году Мигель Идальго-и-Костилья предпринял первую попытку добиться независимости от Испании) Санта-Анна многому научился у своего командира Хоакина де Арредондо. В том числе и искусству договариваться с восставшими националистами. В августе 1811 г. в ходе кампании под командой полковника Арредондо в городе Амоладерас (округ Ра́йон, штата Сан-Луис-Потоси) Санта-Анна был ранен чичимекской стрелой в левую руку. В феврале 1812 г. он стал вторым лейтенантом, а к концу года получил звание первого лейтенанта. В 1813 г., в период службы в Техасе, был задействован в экспедиции против повстанцев Гутьерреса. В битве при Медине он был отмечен за храбрость и с этого времени быстро поднимался по карьерной лестнице. Участвуя в подавлении восстания, юный офицер стал свидетелем политики массовых казней, проводившихся Арредондо, и некоторые историки предполагают, что в ходе Техасской революции он использовал опыт, полученный на службе у Арредондо.
Через несколько лет война за независимость зашла в тупик. В этот период Санта-Анна, устроившись адъютантом к новому губернатору Веракруса, занимался строительством деревень для беженцев близ Веракруса. Тогда же он пристрастился к азартным играм, этот порок прошёл через всю его жизнь.
В 1816 г. он получил звание капитана. Его служба в основном проходила в кампаниях по подавлению мятежей индейцев или восстановлению порядка после начала волнений. В то время территория Мексики простиралась от Орегона на севере и до Панамы на юге. Эта территория была слишком обширной, чтобы испанская корона могла её контролировать. В 1821 г. Санта-Анна присягнул на верность «Освободителю», будущему императору Мексики Агустину де Итурбиде. В том же году ему удалось быстро изгнать испанские войска из портового города Веракрус и благодаря этому заработать расположение императора. В награду Итурбиде произвёл Санта-Анну в генералы. Санта-Анна смог извлечь личную выгоду из сложившегося положения. Он приобрёл во владение огромную асьенду, в то же время предаваясь азартным играм.

## Эпоха переворотов
В действительности Санта-Анна никогда не был по-настоящему предан непопулярному Итурбиде, власть которого поддерживалась армией. Его жизненная философия заключалась в стремлении быть вместе с богатыми и влиятельными людьми, но при этом в любой битве находиться на победившей стороне. В 1822 г. Санта-Анна переметнулся в стан военных лидеров, вынашивавших план по свержению Итурбиде. В декабре 1822 г. Санта-Анна и генерал Гуадалупе Виктория подписали план де Каса Мата по упразднению монархии и превращению Мексики в республику. В марте 1823 г. Итурбиде сложил с себя полномочия, Виктория стал первым президентом Мексики. Помощь, оказанная Санта-Анной в свержении Итурбиде, дала остальным лидерам основания доверять ему, несмотря на его всем известный изменчивый характер.
В 1824 г. Висенте Герреро назначает Санта-Анну губернатором Юкатана. Там, по своей собственной инициативе он готовит вторжение на Кубу, ещё находившуюся под управлением Испании, но впоследствии сворачивает эти приготовления из-за нехватки средств.
В 1828 г. Санта-Анна, Висенте Герреро и политик Лоренсо де Савала устроили путч против только что избранного президента Мануэля Гомеса Педрасы. 3 декабря 1828 г. армия обстреляла Национальный дворец, итоги выборов были аннулированы и Герреро занял пост президента.
В 1829 г. Испания предприняла последнюю попытку восстановить свою власть над Мексикой, высадив в Тампико 2600 солдат под предводительством генерала Исидро Баррадаса. Санта-Анна с намного меньшими силами выступил навстречу интервентам (многие из которых страдали от жёлтой лихорадки) и разбил их. Разгром испанцев не только поднял популярность Санта-Анны, но и консолидировал сторонников независимости новой мексиканской республики. Санта-Анна был провозглашён героем и с тех пор величал себя прозвищами «Победитель Тампико» и «Спаситель Родины». Главным проявлением его самовосхваления стало наречением себя титулом «Наполеон Запада».
В декабре 1829 г. вице-президент Анастасио Бустаманте восстал против президента Герреро, казнил его и 1 января 1830 г. принял пост президента. В 1832 г. началось восстание против Бустаманте с идеей передать власть Мануэлю Педрасе, чьи выборы в 1828 г. повстанцы признали законными. Они предложили командование генералу Санта-Анне. В августе 1832 г. Бустаманте временно назначил на пост президента Мельчора Мускиса и двинулся навстречу мятежникам, разбил их в сражениях при Гальинеро, Долорес-Идальго, Гуанахуато и двинулся к Пуэбле навстречу силам Санта-Анны. После ещё двух боёв Бустаманте, Педраса и Санта-Анна подписали Савалетские соглашения (21—23 декабря 1832 г.), по которым президентом стал Мануэль Педраса. Санта-Анна, сопровождая новоиспечённого президента, 3 января 1833 г. вступил с ним в столицу.

## На вершине власти
Президент Педраса созвал Конгресс, который, однако, провозгласил президентом Санта-Анну 1 апреля 1833 года. Вице-президентом Санта-Анна назначил Валентина Гомеса Фариаса, передав ему на время всю полноту власти. Фариас начал проводить в жизнь либеральные реформы, в основном направленные против армии и церкви. Отмена десятины, захват церковного имущества и финансов побудили консерваторов обратиться к Санта-Анне (по иронии судьбы либералу) с просьбой взять власть в свои руки. Идя навстречу их чаяниям, Санта-Анна денонсировал администрацию вице-президента Фариаса, вынудил его и основных сторонников бежать в Соединённые Штаты, сформировал новое католическое, централистское, консервативное правительство и заменил конституцию 1824 года новым конституционным документом под названием «Семь законов» (конституцию 1835 года). Санта-Анна распустил Конгресс и начал централизацию власти, правящий режим стал превращаться в централизованную диктатуру, поддерживаемую военными.
В 1835 году сторонники устройства Мексики на принципах федерализма начали открытое восстание против усиливающейся диктатуры режима президента Антонио Лопеса де Санта-Анны сразу в 11 штатах: Коауила-и-Техас, Сан-Луис-Потоси, Керетаро, Дуранго, Гуанахуато, Мичоакан, Юкатан, Халиско, Нуэво-Леон, Тамаулипас и Сакатекас. Некоторые из этих штатов провозгласили независимость от Мексики и сформировали свои собственные правительства. Санта-Анна собрал армию и взялся за усмирение мятежа.
12 мая 1835 года после двухчасового боя ему удалось разбить сильного соперника — милицию штата Сакатекас (под командованием Франсиско Гарсия), самое многочисленное и хорошо оснащённое милицейское формирование из всех штатов Мексики. Санта-Анна захватил 3 тысячи пленных и отдал своей армии Сакатекас на 48-часовое разграбление. После победы он решил двинуться на штат Коауила-и-Техас.

## Техасская революция
Вслед за другими мексиканскими штатами, выразившими недовольство центральными властями Мексики, техасская часть штата Коауила-и-Техас в конце 1835 года подняла восстание и 2 марта 1836 года провозгласила собственную независимость, после ряда боёв изгнав все мексиканские гарнизоны из Техаса. Шеститысячная Армия действий в Техасе, под командованием Санта-Анны, двинулась на север, чтобы вернуть Техас под контроль Мексики. 23 февраля мексиканские войска вошли в Бехар и осадили техасский гарнизон в миссии Аламо. После 13-дневной осады Санта-Анна не пожелал использовать тяжёлые орудия, прибытие которых ожидалось 7 марта (по замечанию историка Тимоти Тодиша: «Бескровная победа могла принести лишь небольшую славу»), и утром 6 марта 1836 года мексиканская армия взяла миссию штурмом. По разным подсчётам погибли 187—250 техасских защитников миссии, потери мексиканцев составили 400—600 убитыми и ранеными. Санта-Анна, добившийся от мексиканского конгресса права, дающего армии обращаться с любыми иностранцами, воюющими в Техасе, как с разбойниками, приказал расстрелять пленных техасцев. Позднее, 27 марта 1836 года, по его личному приказу были расстреляны свыше 350 повстанцев вместе с их командиром полковником Фэннином, сдавшихся в плен в битве у Колето.
Это безжалостное убийство безоружных пленных, получившее название Голиадской резни, привело лишь к тому, что решимость техасцев сражаться против мексиканской армии резко возросла, поскольку только победа могла спасти их от смерти.
После взятия Аламо генерал Санта-Анна приступил к преследованию главных сил техасцев, отступавших на восток. Он разделил свои войска на три колонны: одну направил для захвата временного правительства Техаса, вторую для защиты линии снабжения, а третью возглавил сам. 21 апреля 1836 года в битве у Сан-Хасинто техасская армия под командой Сэма Хьюстона внезапным ударом наголову разбила отряд Санта-Анны, сам он скрылся, но на следующий день был задержан техасской поисковой группой. Он переоделся в мундир рядового драгуна, но всё же был опознан и под угрозой смерти подписал соглашение о прекращении военных действий и вывода с территории Техаса оставшихся мексиканских войск. 14 мая 1836 года Санта-Анна и временный президент Техаса Дэвид Бернет подписали Веласкские соглашения, согласно которым Санта-Анна «будучи в официальной роли главы мексиканской нации признаёт полную и абсолютную независимость Техасской республики». В обмен на подписание соглашений Бернет и техасское правительство гарантировали Санта-Анне жизнь и проезд в Веракрус. При отплытии из порта Веласко Санта-Анны его провожали две сотни разгневанных волонтёров из Соединённых Штатов, угрожавших вытащить его из лодки и убить. В мексиканской столице Мехико новоизбранное правительство провозгласило, что Санта-Анна более не президент, и договор, заключённый с Техасом, не имеет силы и юридически недействителен.
Когда Санта-Анна был пленником в Техасе, Джоэль Пойнсет — американский посол в Мексике в 1824 году — резко отозвался о ситуации, в которой пребывал пленный мексиканский президент:
Скажите генералу Санта-Анне, что вспоминая, каким горячим адвокатом свободы он был 10 лет назад, я не испытываю симпатии к нему сейчас, он получил по заслугам.
На это сообщение Санта-Анна дал следующий ответ:
Скажите мистеру Пойнсету — это святая правда, что перед свободой я сорвал с себя шляпу с великим пылом и полной искренностью, но вскоре осознал всё безрассудство этого. Пройдут сотни лет, прежде чем мой народ будет достоин свободы. Они не знают, что есть свобода, им также неясно, кто они есть сами, и, под влиянием католического духовенства, — деспотизм является настоящим правительством для них, так что нет причин, почему это не должно считаться мудрым и добродетельным.

## Диктатура и изгнание
Проведя некоторое время в Соединённых Штатах, где он в 1837 году встретился с американским президентом Эндрю Джексоном, Санта-Анна получил разрешение вернуться в Мексику и отплыл на борту американского военного корабля «Пионер». Он поселился на своей великолепной асьенде Manga de Clavo в Веракрусе.
В 1838 году французские войска высадились в Веракрусе. Причиной интервенции послужил отказ Мексики заплатить за убытки, понесённые несколькими французскими гражданами. Мексиканское правительство вверило Санта-Анне командование армией и приказало ему защитить нацию любым способом. В стычке с французским арьергардом у Веракруса Санта-Анна был ранен картечным выстрелом в руку и ногу. Его лодыжка оказалась перебитой и часть ноги пришлось отнять. Он похоронил ампутированную конечность с полными военными почестями и с тех пор ходил на деревянном протезе, один из которых был захвачен американскими войсками в ходе американо-мексиканской войны. В настоящее время он хранится в музее национальной гвардии Иллинойса в Спрингфилде. Мексиканское правительство периодически просит его вернуть. Несмотря на согласие Мексики с французскими требованиями и выплату выкупа в 600 тыс. песо, Санта-Анна смог вернуться к власти, красноречиво доказывая, что он — герой, и демонстрируя своё ранение, которое он получил, защищая родину. Он никогда не позволял мексиканцам забыть о своей жертве, принесённой Мексике.
После того как режим президента Бустаманте погрузился в хаос, Санта-Анна снова попытался получить контроль над временным правительством. Он стал президентом в пятый раз. Ему досталась пустая государственная казна, ослабленная войной с Францией страна и недовольный народ. В то же время на столицу с целью свергнуть Санта-Анну надвигалась повстанческая армия под руководством генералов Хосе де Урреа и Хосе Антонио Мехиа. Однако президенту удалось разбить повстанцев у Пуэблы, лично командуя войсками в сражении при Масатлане.
В течение пятого срока Санта-Анны его режим стал ещё более жестким, чем во время его предыдущего правления. Антиправительственные газеты закрывались, а диссиденты заключались под стражу. В 1842 году он направил экспедиционный мексиканский отряд через техасскую границу, который в окрестностях Бехара уничтожил группу Николаса Доусона, бойцы которого сдались мексиканцам в плен. Этот поход не принёс мексиканцам особой выгоды, зато убедил техасцев в выгодах присоединения к США.
Президентские требования о повышении налогов порождали возмущение, вскоре несколько мексиканских штатов приостановили отношения с центральным правительством. Штаты Юкатан и Ларедо провозгласили себя независимыми республиками. Санта-Анна снова утратил власть и бежал, опасаясь за свою жизнь, однако в январе 1845 года он был задержан группой индейцев у Хико (Веракрус), передан властям и заключён. Ему сохранили жизнь, но ему пришлось уехать в изгнание на Кубу.

## Американо-мексиканская война, жизнь в изгнании и смерть
В 1846 году США объявили войну Мексике. Санта-Анна написал в мексиканскую столицу о том, что у него нет больше желания становиться президентом, он стремится, как и в прошлом, только использовать свой военный опыт для защиты родины от иностранного вторжения. Президент Мексики Валентин Гомес Фариас, отчаявшись отразить нашествие, позволил Санта-Анне вернуться. Между тем опальный Санта-Анна вступил в секретные переговоры с представителями США, обещая им, что если американцы пропустят его через свою морскую блокаду, то он будет работать над тем, чтобы уступить им спорные территории за разумную цену. Приняв командование мексиканскими вооружёнными силами, Санта-Анна отрёкся от всех своих первоначальных договорённостей, провозгласил себя президентом и безуспешно пытался отразить американское вторжение. Благодаря его действиям появилась морская песня шанти (en:Santianna).
В 1848 году Санта-Анна вновь удалился в изгнание, теперь в город Кингстон на острове Ямайка. Через два года он перебрался в город Турбако (Колумбия). В апреле 1853 года восставшие консерваторы пригласили его, и он вновь возглавил правительство, но и это правление не стало лучшим, чем его предыдущие правления. Он продал США территорию площадью 77 700 км², за 10 миллионов долларов США и провозгласил себя пожизненным диктатором с титулом «Его ясновеличие».
Волна народного возмущения вылилась в восстание Аютла, начавшееся в 1 марта 1854 года на юге страны. Несмотря на щедрые выплаты армии для поддержки её лояльности, к 1855 году даже его консервативно настроенные союзники устали от его правления.
Группа либералов, возглавляемая Бенито Хуаресом и Игнасио Комонфортом, свергла Санта-Анну, ему пришлось вновь удалиться в изгнание на Кубу. Поскольку уровень его коррупции был общеизвестен, он подвергся заочному обвинению в государственной измене, всё его имущество было конфисковано.
После Кубы он жил в США, Колумбии и на Сент-Томасе (один из Виргинских островов). Во время пребывания в Нью-Йорке ему была доверена поставка в страну первой партии чикла (en:chicle) (вида камеди, основы для производства жевательной резины), однако прибыли он не получил, так как его план использовать чикл в качестве сырья для производства шин экипажей успеха не имел.
К 1869 году 74-летний Санта-Анна жил на Статен-Айленд (Нью-Йорк), пытаясь собрать деньги, достаточные для набора новой армии и своего политического реванша в Мехико. Согласно этому плану, он думал продавать мексиканский чикл в США, чтобы заменить им дорогостоящую (для того времени) резину. Он пригласил к себе Томаса Адамса, впоследствии основателя «Cadbury Adams», проводившего опыты над чиклом. Адамс приобрёл у Санта-Анны тонну чикла, но ему так и не удалось сделать из него заменитель шин экипажей. В то же время эти опыты над вулканизацией послужили основой для становления индустрии производства жевательной резины, Адамс впоследствии так и назвал торговую марку леденцов со жвачкой внутри — «Чиклетс».
Санта-Анна был страстным поклонником петушиных боёв, приглашал участников со всего света и потратил тысячи долларов на призы победителям.
Воспользовавшись всеобщей амнистией, в 1874 году, он вернулся на родину. К этому времени он был уже калекой, почти потерявшим зрение из-за катаракты. Мексиканское правительство, отмечая годовщину битвы при Чурубуско, полностью проигнорировало бывшего президента. Спустя два года, 21 июня 1876 года он умер в Мехико в полной нищете и забвении.
Погребён на кладбище Тепейяк в Гвадалупе-Идальго.

## Личная жизнь и потомки
Санта-Анна был заядлым коллекционером реликвий, связанных с Наполеоном I, и считал себя «Наполеоном Запада», хотя его прозвище было «Орёл». Называть себя Наполеоном Запада он стал только после того, как газета Telegraph and Texas Register упомянула о нём таким образом.
С 1825 года Санта-Анна был женат на Инес Гарсиа, которая родила ему четырёх детей: Гвадалупе, Мария дель Кармен, Мануэль и Антонио. Инес Гарсиа скончалась в 1845 году. Спустя месяц, проведённый в трауре, 50-летний Санта-Анна женился на 15-летней Марии Долорес де Тоста. Супруги редко жили вместе. Согласно Фоулеру: «Несмотря на то что в 1842 года Санта-Анна приобрёл огромную асьенду в Эль-Энсеро (на окраине Халапы), Долорес не поселилась там, и Санта-Анна не стал заставлять её остаться силой. Она поселилась в доме, купленном для неё Санта-Анной в Мехико, и проживала там до своей смерти в 1886 г.»
У супругов не было детей. «Так как плодовитость Санта-Анны считалась доказанной, факт, что у Долорес не было детей, порождал растущие толки о реальной подоплёке их брака и её способности к деторождению».
Несколько женщин заявляли о рождении незаконных детей от Санта-Анны. В своём завещании, датированном 29 октября 1874 года, он признал отцовство над четырьмя незаконнорождёнными детьми (Их имена: Паула, Мерсед, Петра и Хосе). Один из биографов Санта-Анны нашёл другого сына Педро Лопеса де Санта-Анну, Уильям Фоулер, проводя поиск в местных архивах Веракруса, нашёл ещё двоих: Анхеля и Агустина Росу Лопеса де Санта-Анну.
Существует легенда, что Санта-Анна перед битвой при Сан-Хасинто не обратил внимания на подготовку к отражению вражеского нападения, поскольку развлекался в это время с мулаткой Эмили Морган в своём шатре. Благодаря этой версии появилась песня «Жёлтая роза Техаса». Нет весомых доказательств, подтверждающих эту легенду.

## В культуре
- Санта-Анна — один из персонажей фильмов «Форт Аламо» (1960) (его роль исполнил актёр Рубен Падилья) и «Форт Аламо» (2004, роль Санта-Анны исполнил мексиканский актёр Эмилио Эчеваррия[англ.]). В соответствии с американской традицией, образ Санта-Анны в обеих постановках несколько демонизирован.
- В эпизоде мультсериала «Царь горы» протез ноги Санта-Анны появляется на экране и позже, украденный, возвращается в Мексику (только в качестве приманки). В конце эпизода Коттон продаёт его, чтобы получить водительские права.
- Санта-Анна как персонаж, также появляется в виде военного лидера в фильме «Маска Зорро» (1998), роль Санта-Анны исполнил Жоаким ди Алмейда.
- Как ключевой персонаж, представлен в телевизионном сериале «Восстание Техаса[англ.]» (2015 г.), роль Санта-Анны исполнил Оливье Мартинес.
- В эпизоде телесериала «Вне времени», путешественник во времени Гарсиа Флинн является генералу Санта-Анне накануне битвы за Аламо и представляется посланником испанской королевы Изабеллы II. Он платит генералу золотом взамен на то, что тот ускорит штурм форта. Однако Санта-Анна приказывает своим людям не брать пленных и отказывается отпустить женщин и детей.